# イースト・ジーザス・ノーウェア
「イースト・ジーザス・ノーウェア」（East Jesus Nowhere）は、アメリカのパンク・ロックバンド、グリーン・デイの楽曲。バンドの8枚目のスタジオ・アルバム『21世紀のブレイクダウン』からシングルカットされ、アメリカのビルボードのオルタナティブ・ソングスチャートで18位、ホット・メインストリーム・ロック・トラックスチャートで23位を記録した。
作詞はビリー・ジョー・アームストロング、作曲はグリーン・デイ。

## 概要
ラジオのサウンドから始まり、ビリーによるギターのギターリフを中心に、トレ・クールのドラムやマイク・ダーントのベースにより演奏される。
また、この曲にはライブの模様を編集したプロモーション・ビデオが制作されている。ビデオバージョンの楽曲はビデオに合わせて一部編集されており、アルバムバージョンよりも30秒長くなっている。